# Sanniki (Mazovië)
Sanniki is een stad in het Poolse woiwodschap Mazovië, in het district Gostyniński. De plaats maakt deel uit van de gemeente Sanniki en telt 2000 inwoners.